# Lista de senadores do Brasil da 33.ª legislatura
Esta é a lista de senadores do Brasil da 33.ª legislatura do Congresso Nacional. Inclui-se o nome civil dos parlamentares, o partido ao qual eram filiados na data da posse, sua unidade federativa de origem, bem como outras informações. Esta legislatura do Senado Federal durou de 1 de fevereiro de 1924 a 31 de janeiro de 1926.

## Senadores em exercício ao fim da legislatura
| Imagem              | Nome                                   | Início de mandato       | Fim de mandato          | Observações |
| Alagoas             | Alagoas                                | Alagoas                 | Alagoas                 | Alagoas |
| ------------------- | -------------------------------------- | ----------------------- | ----------------------- | --- |
|                     | Fernandes Lima                         | 1° de Fevereiro de 1924 | 24 de Outubro de 1930   | Exerceu o mandato até que a Revolução de outubro de 1930 suprimiu os órgãos legislativos do país.                                 |
|                     | Manuel Joaquim de Mendonça Martins     | 1° de Fevereiro de 1921 | 15 de Novembro de 1930  | Exerceu o mandato até que a Revolução de outubro de 1930 suprimiu os órgãos legislativos do país.                                 |
|                     | Siqueira Torres                        | 1° de Fevereiro de 1924 | 11 de Junho de 1924     | Renunciou para assumir o cargo de vice-governador de Alagoas                                                                      |
| Amazonas            |                                        |                         |                         | |
|                     | Aristides Rocha                        | 1° de Fevereiro de 1924 | 24 de Outubro de 1930   | Exerceu o mandato até que a Revolução de outubro de 1930 suprimiu os órgãos legislativos do país.                                 |
|                     | Barbosa Lima                           | 1° de Fevereiro de 1921 | 9 de Janeiro de 1931    | Faleceu no exercício do cargo |
|                     | Silvério José Néri                     | 11 de fevereiro de 1904 | 11 de novembro de 1930  | Perdeu o mandato com a vitória da Revolução de 1930, que dissolveu os órgãos legislativos do país, partiu para o exílio na Europa |
| Bahia               |                                        |                         |                         | |
|                     | Antônio Ferrão Muniz de Aragão         | 1° de Fevereiro de 1921 | 11 de Novembro de 1930  | Exerceu o mandato até que a Revolução de outubro de 1930 suprimiu os órgãos legislativos do país.                                 |
|                     | Antônio Muniz Sodré de Aragão          | 1° de Fevereiro de 1921 | 1° de Fevereiro de 1927 | [ 9 ] |
|                     | Pedro Lago                             | 1° de Janeiro de 1923   | 24 de Outubro de 1930   | Exerceu o mandato até que a Revolução de outubro de 1930 suprimiu os órgãos legislativos do país.                                 |
| Ceará               |                                        |                         |                         | |
|                     | Benjamin Liberato Barroso              | 1° de Fevereiro de 1918 | 31 de Janeiro de 1927   | Duas vezes Governador do Ceará (1891-1892) e (1914-1916)                                                                          |
|                     | José Pompeu Pinto Accioli              | 1° de Janeiro de 1923   | 31 de Dezembro de 1925  | [ 12 ] |
|                     | João Tomé de Saboia e Silva            | 1° de Fevereiro de 1921 | 31 de Janeiro de 1923   | [ 13 ] |
| Espírito Santo      |                                        |                         |                         | |
|                     | Bernardino de Sousa Monteiro           | 24 de Maio de 1920      | 12 de Maio de 1930      | Segunda passagem pelo senado. Governador do Espírito Santo (1916-1920). Faleceu no exercício do cargo                             |
|                     | Jerônimo de Sousa Monteiro             | 1° de Fevereiro de 1918 | 31 de Janeiro de 1927   | Governador do Espírito Santo (1908-1912)                                                                                          |
|                     | Manuel Silvino Monjardim               | 1° de Fevereiro de 1924 | 24 de Outubro de 1930   | Exerceu o mandato até que a Revolução de outubro de 1930 suprimiu os órgãos legislativos do país.                                 |
| Distrito Federal    |                                        |                         |                         | |
|                     | Irineu Machado                         | 24 de julho de 1916     | 14 de novembro de 1923  | [ 17 ] |
|                     | Paulo de Frontin                       | 1° de Fevereiro de 1921 | 24 de Outubro de 1930   | Conde de Frontin Exerceu o mandato até que a Revolução de outubro de 1930 suprimiu os órgãos legislativos do país.                |
|                     | José Matoso de Sampaio Correia         | 1° de Janeiro de 1921   | 30 de Novembro de 1927  | [ 19 ] |
| Goiás               |                                        |                         |                         | |
|                     | Antônio Ramos Caiado                   | 1° de Fevereiro de 1921 | 11 de Novembro de 1930  | Exerceu o mandato até que a Revolução de outubro de 1930 suprimiu os órgãos legislativos do país.                                 |
|                     | Miguel da Rocha Lima                   | 8 de Agosto de 1925     | 24 de Outubro de 1930   | Exerceu o mandato até que a Revolução de outubro de 1930 suprimiu os órgãos legislativos do país.                                 |
|                     | Olegário Pinto                         | 1° de Fevereiro de 1921 | 30 de Novembro de 1924  | [ 22 ] |
| Maranhão            |                                        |                         |                         | |
|                     | Manuel Bernardino da Costa Rodrigues   | 1° de fevereiro de 1915 | 29 de abril de 1929     | Faleceu no exercício do cargo |
|                     | Godofredo Mendes Viana                 | 1° de Fevereiro de 1921 | 19 de Janeiro de 1923   | Renunciou para assumir o Governo do Maranhão                                                                                      |
|                     | José Maria Magalhães de Almeida        | 1° de Fevereiro de 1924 | 28 de Fevereiro de 1926 | Eleito governador do Maranhão em 1926                                                                                             |
| Mato Grosso         |                                        |                         |                         | |
|                     | Antônio Francisco Azeredo              | 1° de fevereiro de 1897 | 11 de novembro de 1930  | Perdeu o mandato com a vitória da Revolução de 1930, que dissolveu os órgãos legislativos do país, partiu para o exílio na Europa |
|                     | Francisco de Aquino Correia            | 1° de Fevereiro de 1924 | 31 de Dezembro de 1930  | Exerceu o mandato até que a Revolução de outubro de 1930 suprimiu os órgãos legislativos do país.                                 |
|                     | Luís Adolfo                            | 1° de Janeiro de 1922   | 31 de Janeiro de 1926   | [ 27 ] |
| Minas Gerais        |                                        |                         |                         | |
|                     | Antônio Carlos Ribeiro de Andrada (IV) | 1° de Janeiro de 1925   | 6 de Setembro de 1926   | Renunciou para assumir o Governo de Minas Gerais                                                                                  |
|                     | Júlio Bueno Brandão                    | 1° de Fevereiro de 1924 | 31 de Dezembro de 1930  | Presidente da Câmara dos Deputados (1920-1921)                                                                                    |
|                     | Bueno de Paiva                         | 16 de novembro de 1922  | 4 de agosto de 1928     | Vice-Presidente da República (1920-1922), faleceu no exercício do cargo de senador                                                |
| Pará                |                                        |                         |                         | |
|                     | Dionísio Bentes                        | 1° de Fevereiro de 1924 | 31 de Janeiro de 1925   | Renunciou para assumir o Governo do Pará                                                                                          |
|                     | Eurico de Freitas Vale                 | 1° de Fevereiro de 1924 | 31 de Dezembro de 1930  | Exerceu o mandato até que a Revolução de outubro de 1930 suprimiu os órgãos legislativos do país.                                 |
|                     | Justo Leite Chermont                   | 1° de fevereiro de 1911 | 2 de abril de 1926      | Faleceu no exercício do cargo |
| Paraíba             |                                        |                         |                         | |
|                     | Antônio Massa                          | 1° de Fevereiro de 1924 | 31 de Janeiro de 1929   | [ 34 ] |
|                     | Epitácio Pessoa                        | 3 de Maio de 1924       | 24 de Outubro de 1930   | 11.º Presidente do Brasil (1919-1922)                                                                                             |
|                     | Venâncio Neiva                         | 1° de Fevereiro de 1918 | 31 de Dezembro de 1930  | Exerceu o mandato até que a Revolução de outubro de 1930 suprimiu os órgãos legislativos do país.                                 |
| Paraná              |                                        |                         |                         | |
|                     | Afonso Camargo                         | 1° de Janeiro de 1922   | 31 de Dezembro de 1927  | Eleito Governador do Paraná em 1927                                                                                               |
|                     | Carlos Cavalcanti de Albuquerque       | 1° de Janeiro de 1921   | 24 de Novembro de 1930  | Exerceu o mandato até que a Revolução de outubro de 1930 suprimiu os órgãos legislativos do país.                                 |
|                     | Generoso Marques dos Santos            | 1° de fevereiro de 1909 | 22 de maio de 1926      | Governador do Paraná (1891) |
| Pernambuco          |                                        |                         |                         | |
|                     | José Henrique Carneiro da Cunha        | 28 de Dezembro de 1919  | 31 de Janeiro de 1929   | [ 40 ] |
|                     | Manuel Borba                           | 6 de Março de 1920      | 11 de Agosto de 1928    | Faleceu no exercício do cargo |
|                     | Francisco de Assis Rosa e Silva        | 4 de Maio de 1924       | 1° de Julho de 1929     | Faleceu no exercício do cargo |
| Piauí               |                                        |                         |                         | |
|                     | Abdias da Costa Neves                  | 1° de Fevereiro de 1918 | 31 de Dezembro de 1923  | [ 43 ] |
|                     | Eurípedes Clementino de Aguiar         | 1° de Fevereiro de 1924 | 31 de Dezembro de 1930  | Exerceu o mandato até que a Revolução de outubro de 1930 suprimiu os órgãos legislativos do país.                                 |
|                     | Pires Rebelo                           | 6 de Maio de 1923       | 31 de Dezembro de 1930  | Exerceu o mandato até que a Revolução de outubro de 1930 suprimiu os órgãos legislativos do país.                                 |
| Rio de Janeiro      |                                        |                         |                         | |
|                     | Joaquim Moreira                        | 2 de Setembro de 1924   | 31 de Janeiro de 1929   | [ 46 ] |
|                     | Miguel Joaquim Ribeiro de Carvalho     | 1° de Fevereiro de 1915 | 11 de Novembro de 1930  | Exerceu o mandato até que a Revolução de outubro de 1930 suprimiu os órgãos legislativos do país.                                 |
|                     | Nilo Peçanha                           | 3 de Maio de 1921       | 31 de Maio de 1924      | 7° Presidente do Brasil |
| Rio Grande do Norte |                                        |                         |                         | |
|                     | Elói de Sousa                          | 1° de Fevereiro de 1914 | 31 de Janeiro de 1927   | [ 49 ] |
|                     | Joaquim Ferreira Chaves                | 6 de Maio de 1923       | 31 de Dezembro de 1930  | Exerceu o mandato até que a Revolução de outubro de 1930 suprimiu os órgãos legislativos do país.                                 |
|                     | João Lyra Tavares                      | 1° de Fevereiro de 1915 | 11 de Novembro de 1930  | Faleceu em 30 de Dezembro de 1930                                                                                                 |
| Rio Grande do Sul   |                                        |                         |                         | |
|                     | Carlos Barbosa Gonçalves               | 1° de Janeiro de 1920   | 28 de Novembro de 1929  | Governador do Rio Grande do Sul (1908-1913)                                                                                       |
|                     | Soares dos Santos                      | 4 de Janeiro de 1916    | 31 de Janeiro de 1929   | [ 53 ] |
|                     | Vespúcio de Abreu                      | 16 de Janeiro de 1920   | 10 de Novembro de 1930  | Exerceu o mandato até que a Revolução de outubro de 1930 suprimiu os órgãos legislativos do país.                                 |
| Santa Catarina      |                                        |                         |                         | |
|                     | Vidal Ramos                            | 1° de Fevereiro de 1915 | 31 de Janeiro de 1929   | [ 55 ] |
|                     | Antônio Pereira da Silva e Oliveira    | 21 de Novembro de 1925  | 31 de Janeiro de 1929   | Presidente do Congresso Representativo                                                                                            |
|                     | Filipe Schmidt                         | 1° de Fevereiro de 1923 | 9 de Maio de 1930       | Faleceu no exercício do mandato                                                                                                   |
| São Paulo           |                                        |                         |                         | |
|                     | Adolfo Gordo                           | 1° de Fevereiro de 1913 | 29 de Junho de 1929     | Faleceu no exercício do cargo |
|                     | Lacerda Franco                         | 1° de Fevereiro de 1924 | 31 de Dezembro de 1930  | Exerceu o mandato até que a Revolução de outubro de 1930 suprimiu os órgãos legislativos do país.                                 |
|                     | Washington Luís                        |                         |                         | [ 60 ] |
| Sergipe             |                                        |                         |                         | |
|                     | Gonçalo de Faro Rollemberg             | 1° de Fevereiro de 1918 | 31 de Janeiro de 1926   | [ 61 ] |
|                     | Augusto César Lopes Gonçalves          |                         |                         | [ 62 ] |
|                     | José Joaquim Pereira Lobo              |                         |                         | [ 63 ] |